# 1944年のスポーツ

## できごと
- 1月12日 - 日本野球連盟、日本野球報国会と改称
- 5月12日 - 東京高等体育学校、東京体育専門学校と改称
- 9月9日～11日 - 甲子園及び後楽園で日本野球総進軍優勝大会開催、これでプロ野球の試合は休止に
- 11月13日 - 日本野球報国会、プロ野球休止声明
- 11月19日 - 大日本体育会、優勝杯を軍事資材として献納

## 総合競技大会
- 第5回コルチナダンペッツォオリンピック - 中止
- 第13回ロンドンオリンピック - 中止

- 第14回明治神宮国民錬成大会（冬季 - 2月27日）

## アイスホッケー
- スタンレーカップ決勝（1943-1944シーズン）
モントリオール・カナディアンズ （4勝0敗） シカゴ・ブラックホークス

## アメリカンフットボール
- NFLチャンピオンシップゲーム
グリーンベイ・パッカーズ（西地区） 14-7 ニューヨーク・ジャイアンツ（東地区）

## 大相撲
できごと
- 戦局激化のため、夏場所から後楽園球場で晴天10日間興行とする（十両以上）。なお、幕下以下は非公開5日間でおこなうようになる。
- この年から、満洲巡業は実施不可能になった。
- 屋外興行のため、1月開催は不可能として、11月に本場所を繰り上げて実施した。

幕内最高優勝
- 春（1月9日初日、両国国技館）:西小結 佐賀ノ花勝巳（13勝2敗）
- 夏（5月7日初日、後楽園球場、幕下以下は5月3日から5日間、両国国技館）:東横綱 羽黒山政司（10戦全勝）
- 秋（11月10日初日、後楽園球場、幕下以下は11月3日から晴天5日間、明治神宮外苑相撲場）:西大関 前田山英五郎（9勝1敗）

優勝旗手
- 春:西小結 佐賀ノ花勝巳（13勝2敗）
- 夏:東小結 神風正一（8勝2敗）
- 秋:西関脇 東富士謹一（9勝1敗）

十両優勝
- 春:九州錦正男（13勝2敗）
- 夏:広瀬川惣吉（9勝1敗）
- 秋:千代ノ山雅信（8勝2敗）

## ゴルフ

### 世界4大大会（男子）
- 全米プロゴルフ優勝者：ボブ・ハミルトン（アメリカ）

1943年にすべてのメジャー大会が開催中止となったが、1944年と1945年は全米プロゴルフ選手権のみ行われた。

## テニス

### グランドスラム
- 全米選手権　男子単優勝：フランク・パーカー（アメリカ）、女子単優勝：ポーリーン・ベッツ（アメリカ）

## 野球

### 日本

#### プロ野球
- 戦争の影響で35試合しか出来ず、翌年は公式戦すら出来なかった。
- 優勝:阪神　27勝6敗
  - 個人タイトル
    - 最優秀選手　　若林忠志（阪神）
    - 首位打者　　　岡村俊昭（近畿日本）　．369
    - 本塁打王　　　金山次郎（産業）　3本
    - 打点王　　　　藤村富美男（阪神）　25点
    - 最多安打　　　岡村俊昭（近畿日本）48本
    - 盗塁王　　　　呉新亨（東京巨人軍）　19個
    - 　　　　　　　　　呉昌征（阪神）
    - 最優秀防御率　若林忠志（阪神）　1.56
    - 最多勝利　　　若林忠志（阪神）　22勝
    - 最多奪三振　　藤本英雄（東京巨人軍）　113個
    - 最高勝率　　　若林忠志（阪神）．846

### アメリカ大リーグ
- ワールドシリーズ
セントルイス・カージナルス（ナ・リーグ） （4勝2敗） セントルイス・ブラウンズ（ア・リーグ）

## 誕生
- 1月1日 - 野中和夫（大阪府、競艇）
- 1月20日 - 岡野功（茨城県、柔道）
- 2月1日 - 猫田勝敏（広島県、バレーボール、+1983年）
- 2月5日 - 玉の海正洋（愛知県、相撲、+1971年）
- 2月8日 - 柴田勲（神奈川県、野球）
- 2月14日 - ロニー・ピーターソン（スウェーデン、レーシングドライバー、+1978年）
- 3月8日 - 松村勝美（大阪府、バレーボール）
- 3月30日 - 島野育夫（栃木県、野球、+2007年）
- 4月15日 - 釜本邦茂（京都府、サッカー）
- 5月6日 - 村上雅則（山梨県、野球）
- 5月15日 - ミルツ・イフター（エチオピア、陸上競技）
- 5月23日 - ジョン・ニューカム（オーストラリア、テニス）
- 5月25日 - 村上隆（静岡県、ゴルフ）
- 6月9日 - クリスチーヌ・ゴアシェル（フランス、アルペンスキー）
- 6月16日 - 高見山大五郎（アメリカ → 日本、相撲）
- 7月17日 - カルロス・アウベルト（ブラジル、サッカー）
- 8月17日 - 安仁屋宗八（沖縄県、野球）
- 9月3日 - 栃東知頼（福島県、相撲）
- 9月11日 - 尾崎行雄（大阪府、野球）
- 9月16日 - アルト・シェンク（オランダ、スピードスケート）
- 9月17日 - ラインホルト・メスナー（イタリア、登山家）
- 11月2日 - アレックス・メトレベリ（ソビエト連邦、テニス）
- 11月17日 - トム・シーバー（アメリカ、野球）
- 12月1日 - 八木沢荘六（栃木県、野球）
- 12月4日 - 芦原英幸（広島県、空手、+1995年）
- 12月13日 - 松原誠（埼玉県、野球）
- 12月22日 - スティーブ・カールトン（アメリカ、野球）

## 死去
- 1月12日 - ジュリエット・アトキンソン（アメリカ、テニス、*1873年）
- 3月25日 - 赤星六郎（鹿児島県、ゴルフ、*1901年）
- 7月19日 - 新井茂雄（静岡県、水泳、*1916年）
- 8月30日 - ビル・ダグルビー（アメリカ、野球、*1874年）
- 9月8日 - 吉原正喜（熊本県、野球、*1919年）
- 12月2日 - 沢村栄治（三重県、野球、*1917年）
- 12月4日 - ロジャー・ブレスナハン（アメリカ、野球、*1879年）